# Luca Campano
Luca Campano (n. 1140 – d. 1227, Cosenza, Calabria, Italia) a fost un abate italian, și Arhiepiscop catolic de Cosenza, Calabria. El a fost discipolul lui Gioacchino da Fiore (cc.1135-1202) și protector al Ordinului Florensian în calitate de arhiepiscop.
El se numește astfel deoarece provenea din regiunea Campagna. Luca Campano este adesea menționat nu atât pentru viața sa religioasă, cât mai mult pentru lucrările arhitecturale a două dintre cele mai importante edificii religioase din provincia Cosenza: Domul din Cosenza și Abația San Giovanni in Fiore.
Luca Campano de Cosenza este și autorul celei mai sigure biografii din epocă a vieții și personalității teologului și filosofului Gioacchino da Fiore (cc.1135-1202), care este intitulată Virtutum beati Joachimi Synopsis.

## Vezi și
- Gioacchino da Fiore
- Raniero de Ponza
- Ubertino de Casale
- Gioachimism
- Ordinul Florensian
- San Giovanni in Fiore
- Abația San Giovanni in Fiore